# 判決 (電影)
《判決》（英語：The Children Act）是一部2017年上映的英美劇情片，由李察·艾爾執導，伊恩·麥克伊旺編寫劇本，改編自他本人2014年出版的同名小說。艾瑪·湯普遜、史丹利·圖奇和菲昂·懷海德主演。
2017年9月9日，電影於第42屆多倫多國際影展首映。

## 剧情
一位未成年白血病患者，信仰耶和华见证人所以拒绝接受输血治疗。父母作为监护人基于信仰原因同样反对输血治疗，然而医院基于人道主义原因要求强迫输血。这一争议被送上了法庭，而家庭处在破裂边缘的女法官应决定如何裁判。

## 演員
- 艾瑪·湯普遜 飾 菲歐娜·梅伊（Fiona Maye）
- 史丹利·圖奇 飾 傑克·梅伊（Jack Maye）
- 菲昂·懷海德 飾 亞當·亨利（Adam Henry）
- 班·卓別林（英语：Ben Chaplin） 飾 凱文·亨利（Kevin Henry）
- 艾琳·沃爾什（英语：Eileen Walsh） 飾 娜歐蜜·亨利（Naomi Henry）
- 安東尼·卡爾夫（英语：Anthony Calf） 飾 馬克·班納（Mark Berner）
- 傑森·瓦特金斯（英语：Jason Watkins (actor)） 飾 奈傑爾·鮑林（Nigel Pauling）
- 尼古拉斯·瓊斯（英语：Nicholas Jones (actor)） 飾 羅尼·卡特教授（Professor Rodney Carter）
- 蘿茜·卡維莉歐（英语：Rosie Cavaliero） 飾 瑪麗娜·葛林（Marina Green）

## 製作
2016年8月29日，據報導艾瑪·湯普遜在洽談演出伊恩·麥克伊旺小說《判決》改編的電影，導演和監製分別為李察·艾爾和鄧肯·肯沃西。2016年10月3日，史丹利·圖奇和菲昂·懷海德加入劇組，電影並預定於當月在倫敦拍攝。據2016年12月8日的報導，電影已拍攝完成。

## 發行
2017年9月9日，電影於多倫多國際影展首映。不久之後，A24和DirecTV Cinema取得電影的發行權。
娛樂一體在2018年8月24日於英國發行本片。DirecTV Cinema則於8月16日在該網站發行，並在9月14日於美國戲院有限上映。

### 評價
爛番茄根據86條評論，該片持有69%的新鮮度，平均得分為6.5／10。Metacritic根據28條評論，本片得分62（滿分100），在影評間這代表著「普遍好評」。

## 外部連結
- 爛番茄上《判決》的資料（英文）
- 互联网电影数据库（IMDb）上《判決》的资料（英文）
- Metacritic上《判決》的資料（英文）